# Sabae
Sabae (鯖江市, Sabae-shi?) è una città giapponese della prefettura di Fukui. Più del 90% degli occhiali Giapponesi è prodotto in questa città, denominata per questo motivo "めがねのまち" (megane no machi, città degli occhiali).